# Bingoal WB Devo Team
Bingoal WB Devo Team (Kod UCI: BWD) – belgijska zawodowa grupa kolarska założona w 2012. Od początku istnienia znajduje się w dywizji UCI Continental Teams.
W latach 2012–2018 funkcjonowała jako niezależna grupa. Od sezonu 2019 jest zespołem rozwojowym grupy Bingoal-Wallonie Bruxelles.

## Nazwa grupy w poszczególnych latach
| lata      | nazwa                                 |
| --------- | ------------------------------------- |
| 2012      | Idemasport-Biowanze                   |
| 2013–2014 | Color Code-Biowanze                   |
| 2015      | Color Code-Aquality Protect           |
| 2016      | Color Code-Arden'Beef                 |
| 2017–2018 | AGO-Aqua Service                      |
| 2019–2020 | Wallonie-Bruxelles Development        |
| 2021      | Bingoal WB Development                |
| 2022      | Bingoal Pauwels Sauces WB Development |
| od 2023   | Bingoal WB Devo Team                  |

## Sezony

### 2024

#### Skład
| Skład drużyny 2024                  | Skład drużyny 2024 | Skład drużyny 2024 | Skład drużyny 2024                 |
| Imię i nazwisko                     | Data urodzenia     | Państwo            | Poprzednia grupa                   |
| ----------------------------------- | ------------------ | ------------------ | ---------------------------------- |
| Thibaut Bernard                     | 15 stycznia 2003   | Belgia             | Crabbé Toitures-CC Chevigny (2021) |
| Tom Crabbe                          | 2 czerwca 2005     | Belgia             | Avia-Rudyco (2023)                 |
| Noah Detalle (1 sty–31 maj)         | 4 czerwca 2003     | Belgia             |                                    |
| Milan Feys (1 sty–10 mar)           | 27 lipca 2004      | Belgia             |                                    |
| Lucas Jacques                       | 28 maja 2003       | Belgia             |                                    |
| Michiel Lambrecht                   | 10 lutego 2003     | Belgia             | Acrog-Tormans/Balen BC (2021)      |
| Milan Lanhove                       | 1 listopada 2003   | Belgia             | Van Eyck Sport-Josan-TLD (2023)    |
| Matteo Melotte                      | 26 kwietnia 2004   | Belgia             |                                    |
| Thomas Nennen                       | 24 czerwca 2004    | Belgia             |                                    |
| Joes Oosterlinck                    | 22 maja 2003       | Belgia             | EFC-L&R-Van Mossel (2023)          |
| Jens Reynders                       | 25 maja 1998       | Belgia             | Israel-Premier Tech (2023)         |
| Sil Van Daele (1 sty–31 maj)        | 26 stycznia 2004   | Belgia             |                                    |
| Maurits Van Petegem                 | 21 grudnia 2004    | Belgia             | Wielerclub Onder Ons Parike (2022) |
| Sébastien van Poppel (1 sty–24 kwi) | 7 kwietnia 2001    | Belgia             | Mini Discar Cycling Team (2023)    |
| Gaëtan Verleyen                     | 19 maja 2003       | Belgia             |                                    |
| Hugo Wertz                          | 15 września 2004   | Belgia             |                                    |
|                                     |                    |                    |                                    |
| Źródło: ProCyclingStats             |                    |                    |                                    |

### 2023

#### Skład
| Skład drużyny 2023                     | Skład drużyny 2023   | Skład drużyny 2023 | Skład drużyny 2023                 |
| Imię i nazwisko                        | Data urodzenia       | Państwo            | Poprzednia grupa                   |
| -------------------------------------- | -------------------- | ------------------ | ---------------------------------- |
| Thibaut Bernard                        | 15 stycznia 2003     | Belgia             | Crabbé Toitures-CC Chevigny (2021) |
| Luca De Meester                        | 22 stycznia 2000     | Belgia             | EFC-L&R-AGS (2022)                 |
| Matis De Meijts                        | 26 czerwca 2004      | Belgia             |                                    |
| Julien Desmarets                       | 18 października 1999 | Belgia             |                                    |
| Noah Detalle                           | 4 czerwca 2003       | Belgia             |                                    |
| Ugo Deweerd                            | 17 maja 2004         | Belgia             |                                    |
| Milan Feys                             | 27 lipca 2004        | Belgia             |                                    |
| Lucas Jacques                          | 28 maja 2003         | Belgia             |                                    |
| Michiel Lambrecht                      | 10 lutego 2003       | Belgia             | Acrog-Tormans/Balen BC (2021)      |
| Théo Lowie                             | 6 października 2003  | Belgia             |                                    |
| Matteo Melotte                         | 26 kwietnia 2004     | Belgia             |                                    |
| Tom Portsmouth                         | 19 grudnia 2001      | Wielka Brytania    |                                    |
| Sil Van Daele                          | 26 stycznia 2004     | Belgia             |                                    |
| Maurits Van Petegem                    | 21 grudnia 2004      | Belgia             | Wielerclub Onder Ons Parike (2022) |
| Gaëtan Verleyen                        | 19 maja 2003         | Belgia             |                                    |
| Hugo Wertz                             | 15 września 2004     | Belgia             |                                    |
| Thomas Nennen (1 sie–31 gru, stażysta) | 24 czerwca 2004      | Belgia             |                                    |
|                                        |                      |                    |                                    |
| Źródło: ProCyclingStats                |                      |                    |                                    |

### 2022

#### Skład
| Skład drużyny 2022                    | Skład drużyny 2022  | Skład drużyny 2022 | Skład drużyny 2022                 |
| Imię i nazwisko                       | Data urodzenia      | Państwo            | Poprzednia grupa                   |
| ------------------------------------- | ------------------- | ------------------ | ---------------------------------- |
| Thibaut Bernard                       | 15 stycznia 2003    | Belgia             | Crabbé Toitures-CC Chevigny (2021) |
| Luca d'Hollander                      | 25 listopada 2003   | Belgia             |                                    |
| Ivan de Ville de Goyet (1 sty–30 cze) | 29 listopada 2002   | Belgia             |                                    |
| Jelle Declerck                        | 26 listopada 2002   | Belgia             |                                    |
| Noah Detalle                          | 4 czerwca 2003      | Belgia             |                                    |
| Gil Gelders                           | 16 grudnia 2002     | Belgia             | Wielerclub Onder Ons Parike (2020) |
| Lucas Jacques                         | 28 maja 2003        | Belgia             |                                    |
| Michiel Lambrecht                     | 10 lutego 2003      | Belgia             | Acrog-Tormans/Balen BC (2021)      |
| Audric Leleu                          | 31 lipca 2003       | Belgia             |                                    |
| Théo Lowie                            | 6 października 2003 | Belgia             |                                    |
| Alessandro Tuscano                    | 8 stycznia 2000     | Belgia             |                                    |
| Leander Van Hautegem                  | 9 marca 2003        | Belgia             | Wielerclub Onder Ons Parike (2021) |
| Dayan Van Rillaert                    | 11 marca 2002       | Belgia             |                                    |
| Nathan Vandepitte                     | 30 marca 2000       | Francja            | Occitane CF (2020)                 |
| Gaëtan Verleyen                       | 19 maja 2003        | Belgia             |                                    |
| Jago Willems                          | 12 listopada 2001   | Belgia             |                                    |
|                                       |                     |                    |                                    |
| Źródło: ProCyclingStats               |                     |                    |                                    |

#### Zwycięstwa
| Zwycięstwa | Zwycięstwa                        | Zwycięstwa | Zwycięstwa | Zwycięstwa  | Zwycięstwa |
| Data       | Wyścig                            | Państwo    | Kategoria  | Zwycięzca   |            |
| ---------- | --------------------------------- | ---------- | ---------- | ----------- | ---------- |
| 16 cze     | Giro Ciclistico d’Italia, 5. etap | Włochy     | 2.2        | Gil Gelders |            |

## Ważniejsze sukcesy

### 2018
- 1. miejsce w Grand Prix Criquielion, Lionel Taminiaux
- 4. miejsce w Tour du Jura Cycliste, Sylvain Moniquet

### 2017
- 7. miejsce w Famenne Ardenne Classic, Marvin Tasset
- 11. miejsce w Grote prijs Jean-Pierre Monseré, Kenny Molly
- 12. miejsce w Primus Classic, Charlie Arimont

### 2014
- 3. miejsce w Flèche du Sud, Ludovic Robeet
- 8. miejsce w GP Stad Zottegem, Ludwig De Winter

### 2013
- 1. miejsce w Grand Prix Criquielion, Boris Vallée
- 4. miejsce w Nationale Sluitingprijs, Boris Vallée

### 2012
- 5. miejsce w Nationale Sluitingprijs, Boris Vallée